# Breckenridge (Minnesota)
Breckenridge város az USA Minnesota államában. Lakosainak száma 3430 fő (2020. április 1.).

## Népesség
A település népességének változása:

| 2010 | 3 386 |
| 2020 | 3 430 |